# Гянджинский трамвай
Гянджинский (Кировабадский) трамвай — сеть общественного городского транспорта города Гянджи (Кировабада) в Азербайджане. Трамвай в Гяндже появился в 1933 году, и состоял из четырёх маршрутов. Ширина колеи 1524 мм. Был закрыт в 1976 году.
На сегодняшний день вновь разрабатываются проекты восстановления трамвайного движения в Гяндже. В 2013 году был презентован проект, составленный французской компанией NEWTL.